# Naltunnetunne
Naltunnetunne, maleno, slabo poznato pleme Indijanaca grupe Athapaskan, koje je naseljavalo područje južno od rijeke Rogue u jugozapadnom Oregonu. Njihovo ime označava 'narod među gljivama'  ili ('people among the mushrooms'). Naltunnetunne nisu imali svojih posebnih sela, dijalekt im je nešto drugačiji od jezika Tututni Indijanaca, ipak ih klasificiraju među Tututni-govornike. O brojnom stanju zna se malo, 77 duša (1877.), pleme je uništeno negdje 1850-tih godina. Kasnije su smješteni na rezervat Siletz gdje postaju dio konfederacije Siletz-

## Vanjske poveznice
- Naltunnetunne Plant Vocabulary